# レナード・ケムナ
レナード・ケムナ (Lennard Kämna, 1996年9月9日 - )は、ドイツ、ヴェーデル出身の自転車競技選手。「レナート・ケムナ」とも表記される。

## 主な戦績
2014
- ヨーロッパ選手権　 男子ジュニア・個人タイムトライアル　優勝
- ドイツ選手権　 男子ジュニア・個人タイムトライアル　優勝
- 世界選手権自転車競技大会　 男子ジュニア・個人タイムトライアル　優勝

2015
- ドイツ選手権　 男子U23・個人タイムトライアル　優勝
- ジロ・デッラ・バッレ・ダオスタ・モンブラン（英語版） 第4ステージ　優勝

2016
- シルキュイ・デ・アルデンヌ（英語版）  ヤングライダー賞
- ヨーロッパ選手権　 男子U23・個人タイムトライアル　優勝

2020
- クリテリウム・デュ・ドフィネ 区間優勝（第4ステージ）[3]
- ツール・ド・フランス 区間1勝（第16ステージ）

2021
- ボルタ・ア・カタルーニャ 区間優勝（第5ステージ）

2022
- ブエルタ・ア・アンダルシア 区間優勝（第5ステージ）
- ツアー・オブ・ジ・アルプス 区間優勝（第3ステージ）
- ジロ・デ・イタリア 区間優勝（第4ステージ）
- ドイツ選手権  個人タイムトライアル 優勝

2023
- ツアー・オブ・ジ・アルプス 区間優勝（第3ステージ）
- ブエルタ・ア・エスパーニャ 区間優勝（第9ステージ）